# Basilia boardmani
Basilia boardmani är en tvåvingeart som beskrevs av Rozeboom 1934. Basilia boardmani ingår i släktet Basilia och familjen lusflugor. Inga underarter finns listade i Catalogue of Life.